# IVU Traffic Technologies
Die IVU Traffic Technologies AG ist ein 1976 in Berlin gegründetes Softwareunternehmen, das integrierte Standardprodukte für die betrieblichen Aufgaben des öffentlichen Personen- und Güterverkehrs entwickelt und vertreibt.

## Hintergrund
Das Unternehmen wurde 1976 von Absolventen der Technischen Universität Berlin als „IVU – Gesellschaft für Informationsverarbeitung, Verkehrsberatung und angewandte Unternehmensforschung mbH“ in Berlin gegründet. Zunächst ausschließlich in der Projektarbeit für Verkehrsunternehmen aktiv, baute die IVU in den folgenden Jahren die Softwareentwicklung aus und etablierte sich mit dem System Microbus als Zulieferer für Verkehrs- und Logistikunternehmen.
Am 7. Juli 2000 ging die IVU an die Börse und ist seitdem am regulierten Markt der Deutschen Börse im Prime Standard gelistet. Im folgenden Jahr erwarb die IVU die Aachener TTi Systems AG. Von 2019 bis 2024 beteiligte sich Daimler Buses mit 5,25 % an der IVU AG. Damit einher ging eine strategische Partnerschaft beider Unternehmen.
Die IVU hat Niederlassungen in Aachen, Birmingham, Budapest, Delft, Frankfurt am Main, Hannover, Hanoi, Istanbul, Leipzig, New York, Olten, Paris, Rom, Stockholm, Toronto und Wien. Zu den Kunden der IVU zählen unter anderem Staatsbahnen wie Deutsche Bahn, Trenitalia, VIA Rail Canada und SJ sowie öffentliche Verkehrsunternehmen wie Transdev, De Lijn, AVG und BVG.

## Produkte
Das Unternehmen entwickelt und vertreibt vollständig integrierte Softwareprodukte in den Bereichen Public Transport und Rail. Die Produktpalette der IVU im Bereich ÖPV ist unter dem Produktnamen IVU.suite zusammengefasst. Das Produkt IVU.rail basiert auf der IVU.suite, richtet sich aber speziell an Eisenbahnverkehrsunternehmen.
Die Produkte der IVU.suite sowie von IVU.rail decken die gesamten betrieblichen Anforderungen von Bahn- und Busbetrieben ab:
- Angebotsplanung (IVU.timetable und IVU.pool)[23][24]
- Ressourcenplanung (IVU.run und IVU.duty)[25][26]
- Fahrzeug- und Personaldisposition (IVU.vehicle, IVU.crew und IVU.pad)[27][28]
- Betriebslenkung (IVU.fleet, IVU.cockpit und IVU.box)[29]
- Ticketing (IVU.fare, IVU.ticket und IVU.validator)[30]
- Fahrgastinformation (IVU.realtime und IVU.journey)[31]
- Abrechnung (IVU.control)[32]
- Datenhosting in der Cloud (IVU.cloud)[33]